# Avión presidencial (Chile)

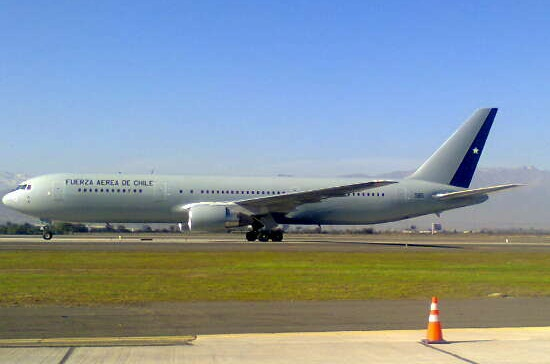
Boeing 767 de la FACh.

El presidente de Chile se transporta en un Boeing 767-300ER para viajes de larga distancia. Para viajes de corta duración utiliza un Boeing 737-500 o un Gulfstream IV, todos pertenecientes al Grupo de Aviación N.º 10 de la Fuerza Aérea de Chile con base en la ciudad de Santiago.
Para transportarse a regiones remotas del país tales como el archipiélago de Juan Fernández o el extremo sur, el Presidente de la República de Chile y otras autoridades del país, puede recurrir al CASA 212, Cessna 208 Caravan u otros aviones de fuselaje menor o helicópteros, pertenecientes a la misma FACH, Ejército de Chile, Armada de Chile o Carabineros de Chile.
Antiguamente, en algunas ocasiones, el presidente de la República de Chile, ha usado aviones de LAN Chile, para algunas giras dentro y fuera del país, siendo comúnmente usado antes de 1990 (especialmente entre la década 60 hasta fines de los 80), debido a que dicha aerolínea era estatal.

## Historia
Durante buena parte del siglo XX, para los viajes al exterior, los presidentes hicieron uso de vuelos comerciales hasta que comenzó a utilizarse un DC-3 (apodado "El Canela") adquirido durante la presidencia de Gabriel González Videla (1946-1952), un Ryan Navion ("El Canelita") y un Serie 500 (58N). Posteriormente, un Boeing 707 de la FACh (apodado "El Calambrito" por la prensa brasileña, durante la primera gira del gobierno de Aylwin) fue utilizado como transporte aéreo habitual de los gobernantes, siendo utilizado sucesivamente por Jorge Alessandri, Eduardo Frei Montalva, Salvador Allende y Augusto Pinochet. Posteriormente, también fue usado por Patricio Aylwin. Eduardo Frei Ruiz-Tagle, al inicio de su mandato, hizo uso de algunos vuelos comerciales para sus visitas al extranjero.

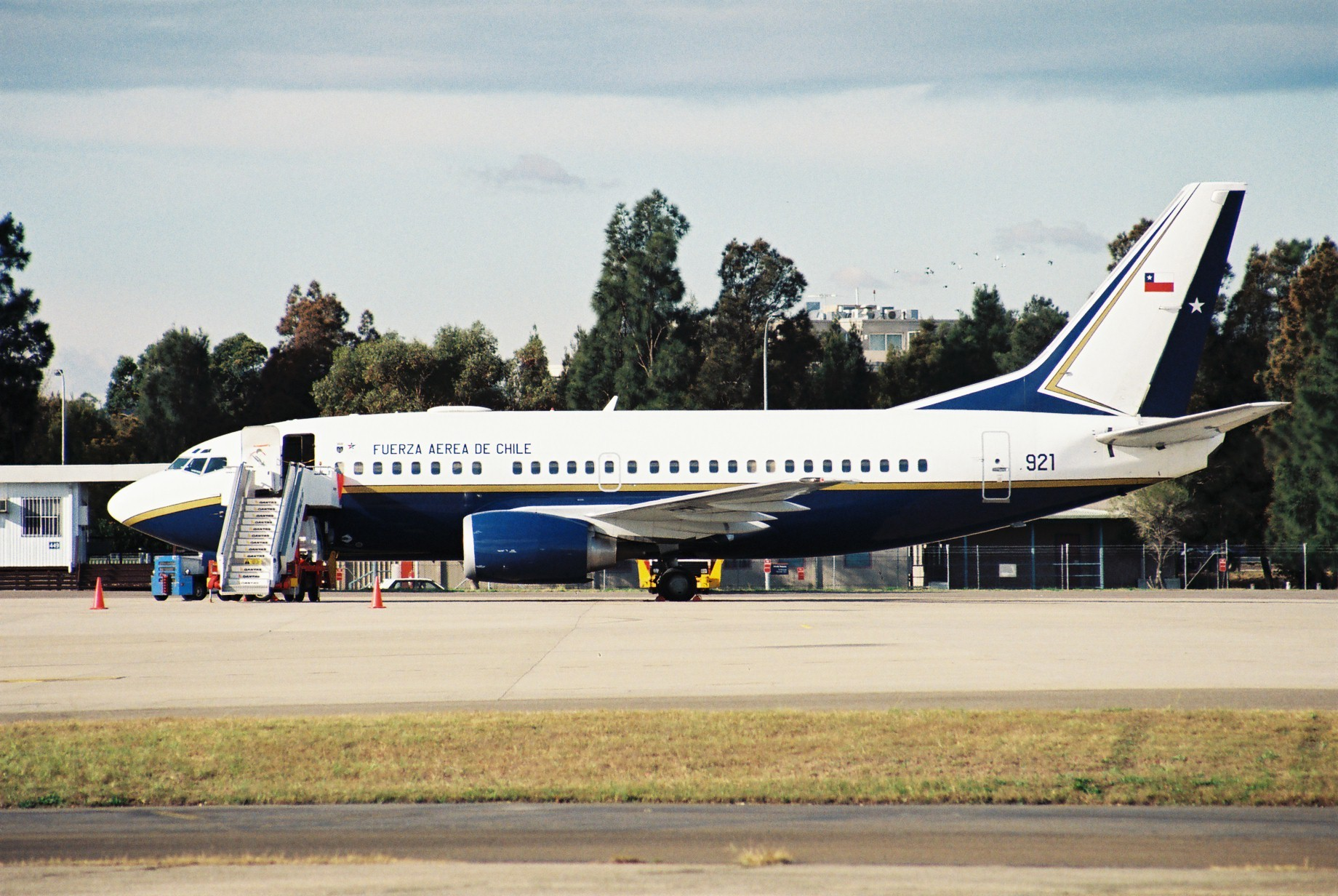
Boeing 737-500

En 1997, la FACh adquirió un Boeing 737-500, para ser utilizado en sus propias operaciones y como avión presidencial. Ha sido usado con esos fines hasta la fecha, incluso transportando al presidente junto a otros jefes de Estado de Latinoamérica, a diversas cumbres y reuniones multilaterales o cambios de mando realizados en la región. En enero de 2007 se anunció que una aeronave de segunda mano sería adquirida para reemplazar la actual, debido a su baja autonomía de vuelo y en agosto de ese año fue confirmada la compra de dos aviones Airbus 310 por la FACh que serán utilizados como cargueros y como avión presidencial. Finalmente esta compra no se concretó, comprándose un Boeing 767-300, que lo usa para ese fin.

### Boeing 767-300ER

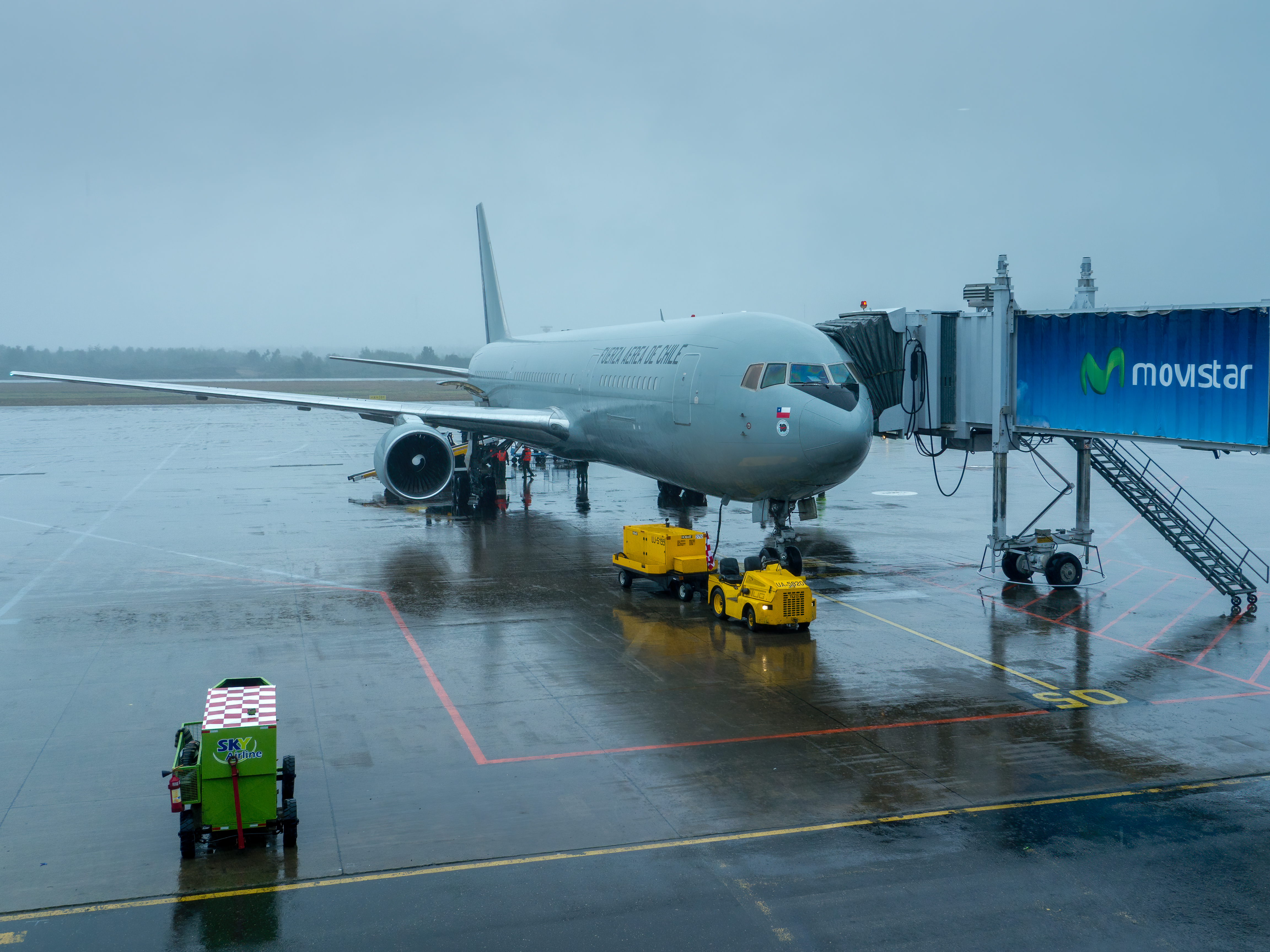
Boeing 767-300ER en Puerto Montt en el año 2011

Boeing 767-300ER fue matriculado como FACH985 y cumple la tarea de ser el avión presidencial de Chile para viajes de larga distancia, además de satisfacer las necesidades de transporte que la FACH y Chile puedan requerir en su minuto. Sin embargo por las características de la compra, la función del avión está enfocada a las dos tareas mencionadas, pues sus cualidades distan de ser un avión de transporte estratégico y de cisterna. La nave, modelo Boeing 767-300, tiene una autonomía de vuelo de 11 mil kilómetros, muy superior a la capacidad del actual FACh 1, lo que permitirá incluso ahorrar un día y medio de viaje en las giras presidenciales al Asia Pacífico. En tiempo de catástrofe, es ocupado para llevar Tropas hasta la zona, con el fin de hacer Ayuda Humanitaria.

### Boeing 737-500
En 1997, la FACh adquirió un Boeing 737-500 fue matriculado como FACH 921, para ser utilizado en sus propias operaciones y como avión presidencial. Ha sido usado con esos fines hasta la fecha, incluso transportando al presidente junto a otros jefes de Estado de Latinoamérica, a diversas cumbres y reuniones multilaterales o cambios de mando realizados en la región. En sus primeros años, fue usado para viajes de largo alcance, hasta la llegada del Boeing 767, Este fue el mismo avión que transporto en su bahía de carga, el féretro donde iba el expresidente Sebastián Piñera.

### Boeing 737-300
En el año 2001 la FACh adquiere un Boeing 737-300 a la aerolínea alemana Lufthansa y es rematriculado a FACH 922, la aeronave fue adquirida en 1986 por esta aerolínea por lo cual la aeronave posee 38,5 años actualmente, junto con el B737-500 son las aeronaves dedicadas a vuelos de corta distancia dentro o fuera del país.